# 面向对象的用户界面
在计算机领域，面向对象的用户界面（Object-oriented user interface，OOUI）是一种基于面向对象程序设计界面隐喻的用户界面。在OOUI中，用户与应用程序中的对象进行互动。例如许多矢量绘图应用程序中的OOUI的对象是线、圆和画布。用户可以选择一个对象改变其属性（如大小或颜色），或对其進行操作（如移动、复制或重新对齐）。